# Glipa hieroglyphica
Glipa hieroglyphica is een keversoort uit de familie spartelkevers (Mordellidae). De wetenschappelijke naam van de soort is voor het eerst geldig gepubliceerd in 1878 door Schwarz.